# Болдина, Екатерина Геннадьевна
Екатерина Геннадьевна Болдина (род. 21 апреля 1969, Москва) — советская, российская спортсменка по современному пятиборью. Мастер спорта СССР (1988), мастер спорта России международного класса (1993). Вице-чемпионка Европы в командном первенстве (1993). Двукратная чемпионка СССР (1988, 1991), обладатель Кубка СССР (1990). Победитель международного турнира по современному пятиборью «Супер леди» (1993). Победитель первого чемпионата России по современному пятиборью в личном первенстве (1993).

## Биография
Екатерина Болдина (после замужества — Сибирцева) родилась 21 апреля 1969 года в Москве. До 15 лет занималась плаванием в бассейне «Труд» г. Москва, выполнила 1 взрослый разряд. В 1985 году начала заниматься пятиборьем в ДЮСШ «Спартак» по современному пятиборью и конному спорту на ОУСЦ «Планерная» (Московская область, Химки). В то время здесь была организована группа женского пятиборья под руководством ЗМС СССР Минеева Виктора Александровича, тренеры: МС СССР Карташов Алексей Михайлович (впоследствии Заслуженный тренер России), МС СССР Миронов Сергей Иванович.
Окончила Московский областной институт физической культуры и спорта (поселок Малаховка).
Выступала за «Спартак», Профсоюзы (Москва). Входила в состав сборной команды СССР и России по современному пятиборью с 1988 по 1994 годы.

## Спортивные звания
- Мастер спорта СССР по современному пятиборью (присвоено 08 июня 1988 года, удостоверение № 237753).
- Мастер спорта России международного класса (присвоено 30 декабря 1993 года, приказ № 36 М, удостоверение № 665).

## Достижения
- Победитель зимнего чемпиона г. Москвы среди женщин (1989) в личном первенстве.
- Чемпионка СССР в личном первенстве (1988 Киев).
- Чемпионка СССР в командном первенстве (1991 Москва) сборная «Профсоюзы»: Литвинова Т., Краснова С., Болдина Е.
- Бронзовый призёр Чемпионата СССР (1990 Таллин) в командном первенстве.
- Победитель Кубка СССР 1990 года в эстафете (команда Профсоюзов: Болдина Е., Колонина М., Литвинова Т.).
- Бронзовый призёр Кубка СССР 1989 года в составе команды ОУСЦ «Планерная»: Литвинова Т., Городкова Е., Болдина Е.
- Победитель XVI Международных соревнований на приз Гостелерадио Белорусской ССР (1991 Минск) в личном и командном первенстве (сборная Москвы).
- Серебряный призёр XIV Международных соревнований на приз Гостелерадио Белорусской ССР (1989 Минск) в составе сборной команды Москвы (Чернецкая Т., Колонина М., Болдина Е.).
- Победитель II Международного турнира «Супер леди» (1993, Москва) лично.
- Чемпионка России (1993, Москва) в личном первенстве.
- Серебряный призёр чемпионата Европы (1993) в командном зачете (сборная России: Е. Суворова, Т. Чернецкая, Е. Болдина).

На чемпионатах мира 1988 года, 1993 года и 1994 года была запасной в команде СССР и России.

## Результаты
| Турнир/Год                            | 1986 | 1987     | 1988     | 1989     | 1990     | 1991    | 1992    | 1993    | 1994 |
| ------------------------------------- | ---- | -------- | -------- | -------- | -------- | ------- | ------- | ------- | ---- |
| Чемпионат Европы Личное первенство    | -    | -        | -        | -        | -        | -       | -       | 8       | -    |
| Чемпионат Европы Командное первенство | -    | -        | -        | -        | -        | -       | -       | 2       | -    |
| Чемпионаты СССР Личное первенство     | -    | 11 место | 1        | 4 место  | 17 место | 4 место | -       | -       | -    |
| Чемпионаты СССР Командное первенство  | -    | -        | -        | -        | 3        | 1       | -       | -       | -    |
| Кубок СССР Личное первенство          | -    | -        | 19 место | 12 место | -        | -       | -       | -       | -    |
| Кубок СССР Командное первенство       | -    | -        | -        | 3        |          | -       | -       | -       | -    |
| Кубок СССР Эстафета                   | -    | -        | -        | 5 место  | 1        | -       | -       | -       | -    |
| Чемпионат СНГ Личное первенство       | -    | -        | -        | -        | -        | -       | -       | -       | -    |
| Чемпионаты России Личное первенство   | -    | -        | -        | -        | -        | -       | -       | 1       | -    |
| Кубок России Личное первенство        | -    | -        | -        | -        | -        | -       | -       | 9 место | -    |
| Турнир «Супер Леди» Личное первенство | -    | -        | -        | -        | -        | -       | 5 место | 1       | -    |